# 格林环形山
格林环形山（Green）是位于月球背面巨大的门捷列夫环形山西南偏西侧的一座大撞击坑，约形成于早雨海世，其名称取自英国数学家乔治·格林(1793年-1841年)，1970年被国际天文学联合会批准接受。

## 描述

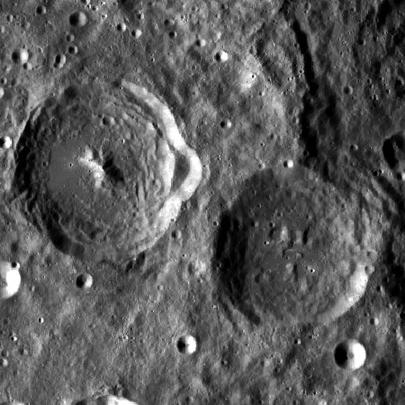
格林环形山(左)和哈特曼环形山(右)， 月球勘测轨道飞行器拍摄。

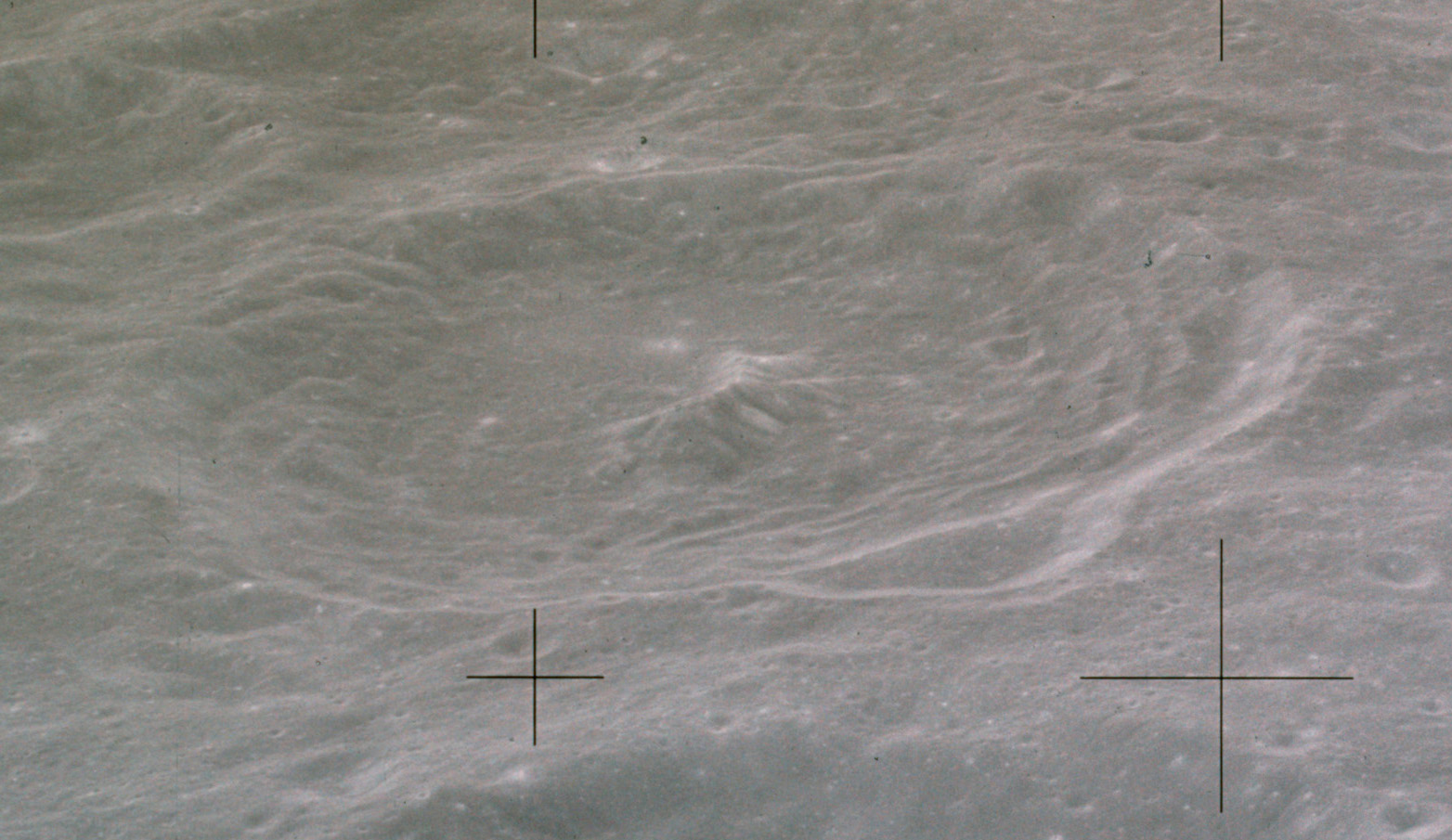
阿波罗11号拍摄的斜视图，主要显示了由反照率而非斜射的太阳光所造成的色差。

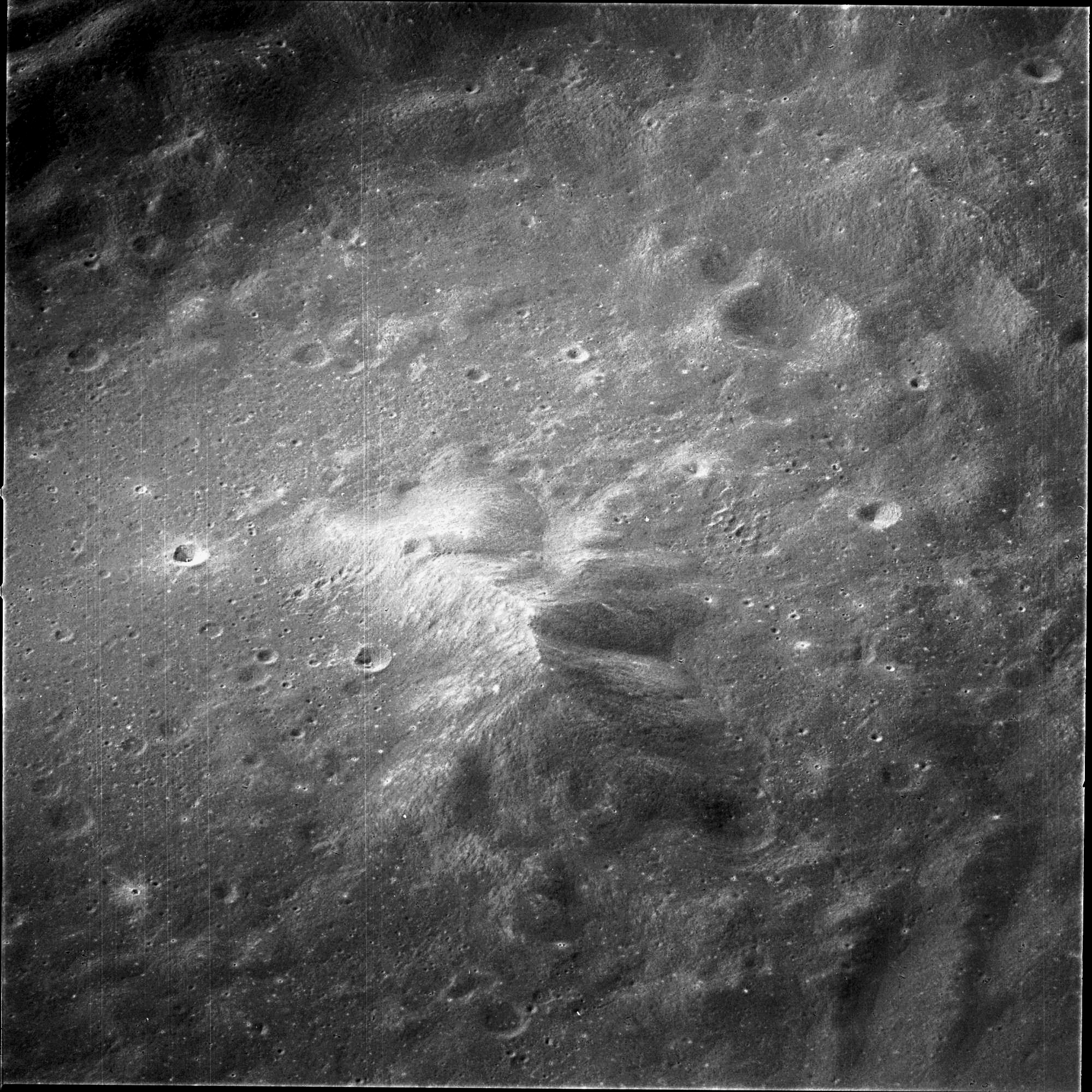
阿波罗10号拍摄的中央山脊斜视图

该陨坑西侧和西北偏北分别毗邻赞斯特拉陨石坑和韦钦金环形山、东南靠近哈特曼环形山，贝格曼陨石坑和莫瓦桑陨石坑分别位于它的东北和东北偏东、而环西南则坐落了普拉格环形山、贝奇瓦日环形山及格里高利环形山，在它的西南和东北分别延伸着格里高利坑链和门捷列夫链坑。该陨坑中心月面坐标为3°41′N 133°07′E / 3.69°N 133.12°E，直径68.28公里，深度约2.75公里。
虽然环坑沿及内壁散布有一些细小的坑穴，但格林环形山并未受到明显的侵蚀。陨坑外观轮廓圆状，其东侧段向外凸出，显示部分崩塌的迹象。沿内侧壁分布有一些阶地状结构，尤其是东北侧分外突出。该环形山坑壁最大高出周边地形1270米，内部容积约4110公里3。坑内西部地表相对平坦，但东部地势起伏交错，坑底中心处坐落着一道呈西北-东南走向的山脊。
在1970年被国际天文学联合会正式命名前，该环形山曾被称作"第216号陨石坑"。

## 卫星陨石坑
按惯例，最靠近格林环形山的卫星坑在月图上以字母标注在该坑中心点的旁边。
| 格林 | 纬度   | 经度     | 直径    |
| ---- | ------ | -------- | ------- |
| M    | 0.9° N | 132.9° E | 37 公里 |
| P    | 1.0° N | 131.8° E | 21 公里 |
| Q    | 2.8° N | 131.7° E | 16 公里 |
| R    | 3.4° N | 131.0° E | 33 公里 |

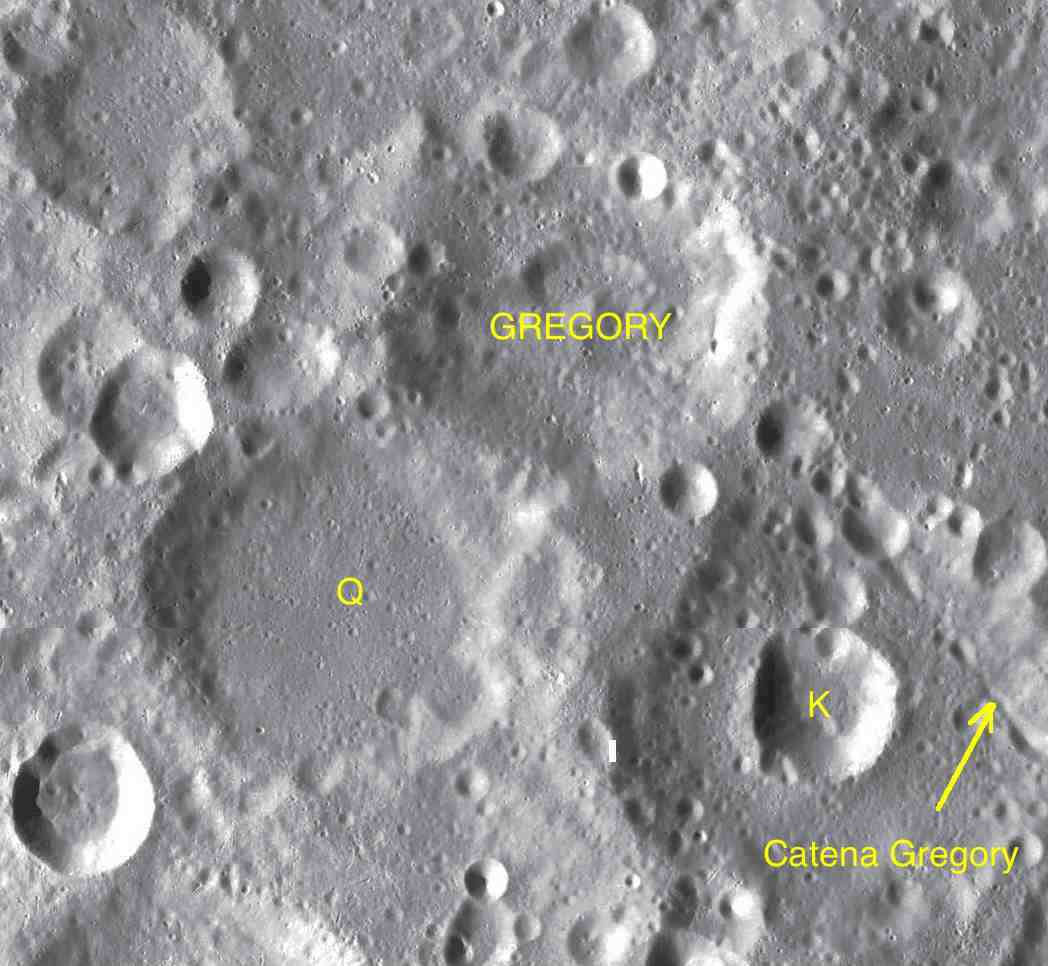
LAC-65和LAC-83拼接图

- 卫星坑"格林 M"带有射纹系统，并由此被认定为形成于哥白尼纪[6]；
- 卫星坑"格林 R"约形成于酒海纪[1]。

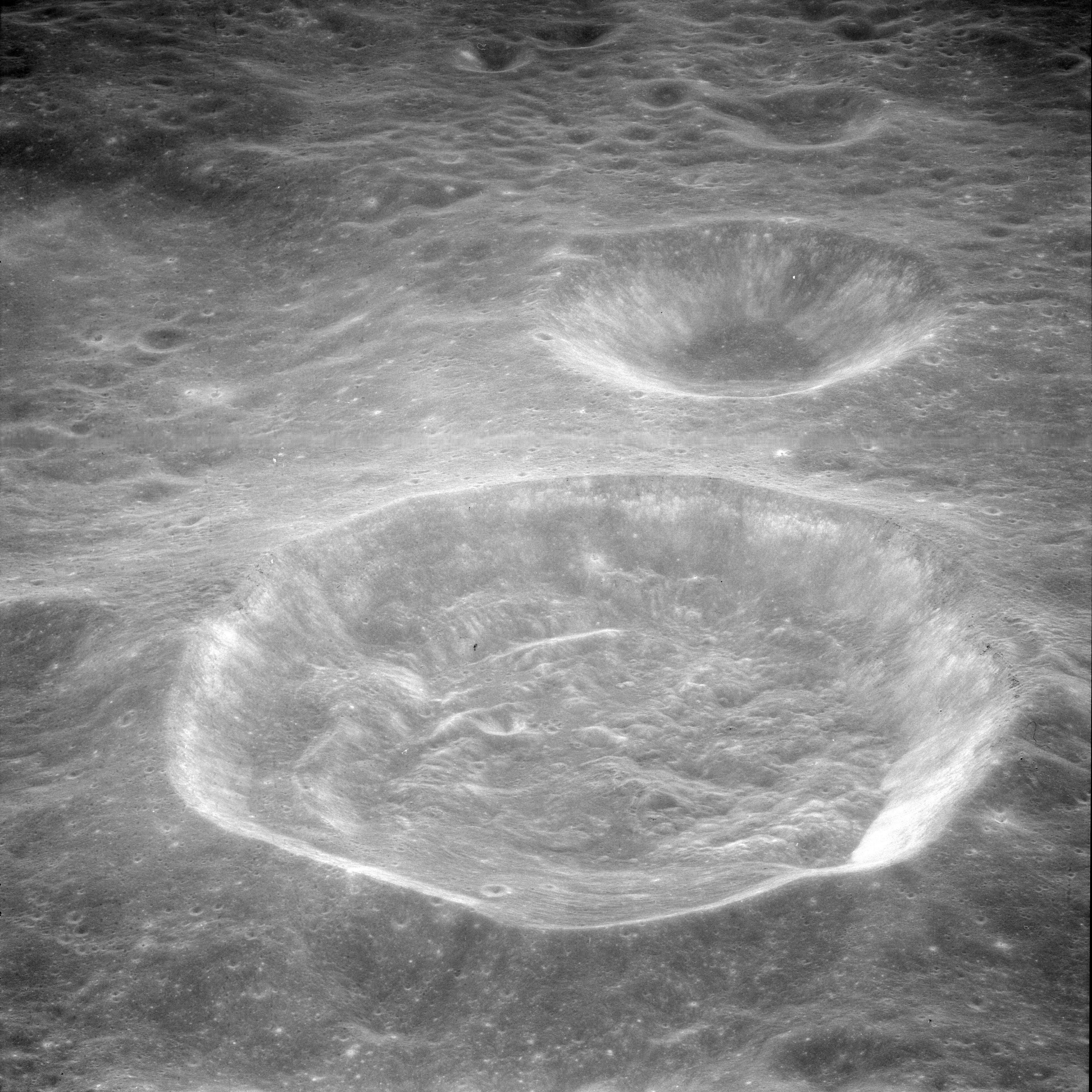
阿波罗11号拍摄的卫星坑"格林 M"

## 另请参阅
- Andersson, L. E.; Whitaker, E. A. . NASA RP-1097. 1982.
- Blue, Jennifer. . USGS. July 25, 2007  [2007-08-05]. （原始内容存档于2013-02-13）.
- Bussey, B.; Spudis, P. . New York: Cambridge University Press. 2004. ISBN 978-0-521-81528-4.
- Cocks, Elijah E.; Cocks, Josiah C. . Tudor Publishers. 1995. ISBN 978-0-936389-27-1.
- McDowell, Jonathan. . Jonathan's Space Report. July 15, 2007  [2007-10-24]. （原始内容存档于2012-05-26）.
- Menzel, D. H.; Minnaert, M.; Levin, B.; Dollfus, A.; Bell, B. . Space Science Reviews. 1971, 12 (2): 136–186. Bibcode:1971SSRv...12..136M. doi:10.1007/BF00171763.
- Moore, Patrick. . Sterling Publishing Co. 2001. ISBN 978-0-304-35469-6.
- Price, Fred W. . Cambridge University Press. 1988. ISBN 978-0-521-33500-3.
- Rükl, Antonín. . Kalmbach Books. 1990. ISBN 978-0-913135-17-4.
- Webb, Rev. T. W.  6th revised. Dover. 1962. ISBN 978-0-486-20917-3.
- Whitaker, Ewen A. . Cambridge University Press. 1999. ISBN 978-0-521-62248-6.
- Wlasuk, Peter T. . Springer. 2000. ISBN 978-1-85233-193-1.